# Biblioteca Nacional de Jordania
La Biblioteca Nacional de Jordania fue creada por una ley de 1977, que creaba la Dirección de Bibliotecas y documentos nacionales y establecía como una de sus tareas la de fundar una biblioteca nacional. En 1990, se creó en sustitución de la Dirección de Bibliotecas y documentos nacionales un Ministerio específico. Ya en 1994, el Departamento de la Biblioteca Nacional y el Centro de Documentación son fusionados y se convierten en el Departamento de la Biblioteca Nacional, dentro del Ministerio de Cultura. Sus principales misiones son la conservación, la organización y la puesta a  disposición del público de la producción intelectual jordana, la gestión del depósito legal y la realización de la bibliografía nacional.